# Stephanopodium peruvianum
Stephanopodium peruvianum är en tvåhjärtbladig växtart som beskrevs av Eduard Friedrich Poeppig och Endl.. Stephanopodium peruvianum ingår i släktet Stephanopodium och familjen Dichapetalaceae. Inga underarter finns listade i Catalogue of Life.